# Acueducto

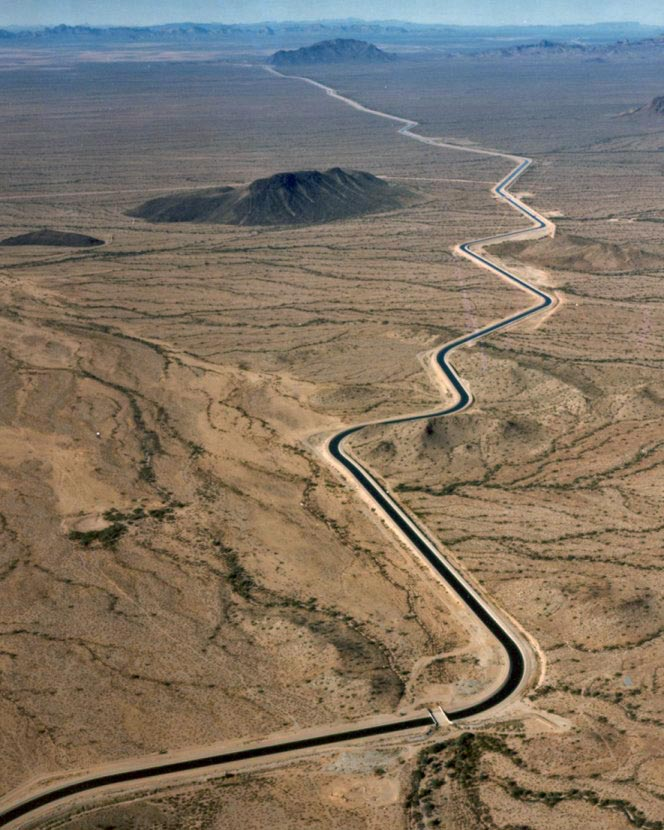
El proyecto central Arizona permite el transporte de las aguas del río Colorado al Centro y Sur de Arizona.

Acueducto (del latín aquaeductus, "que transporta agua") es un sistema o conjunto de sistemas de irrigación que permite transportar agua en forma de flujo continuo desde un lugar en el que está accesible en la naturaleza hasta un punto de consumo distante, generalmente una ciudad o poblado. En ingeniería moderna, el término acueducto se usa para cualquier sistema de tuberías, zanjas, canales, túneles y otras estructuras utilizadas para este propósito. El término acueducto también a menudo se refiere específicamente a un puente que pasa la gente para tener más seguridad. Los acueductos se utilizaron en la antigua Grecia, antiguo Egipto, antigua Roma e incluso en el México antiguo. En los tiempos modernos, los acueductos más grandes de todos se han construido en los Estados Unidos para abastecer a las grandes ciudades. Los acueductos más simples son pequeñas zanjas excavadas en la tierra. En los acueductos modernos se pueden utilizar canales mucho más grandes. Los acueductos a veces recorren parte o la totalidad de su camino a través de túneles construidos bajo tierra. Los acueductos modernos también pueden utilizar tuberías. Históricamente, las sociedades agrícolas han construido acueductos para regar los cultivos y abastecer de agua potable a los grandes pueblos.

## Etimología
La palabra acueducto proviene del latín aquaeductus, formada por aqua (agua), y ducto. Ducto proviene del verbo ducere (guiar).

## Historia

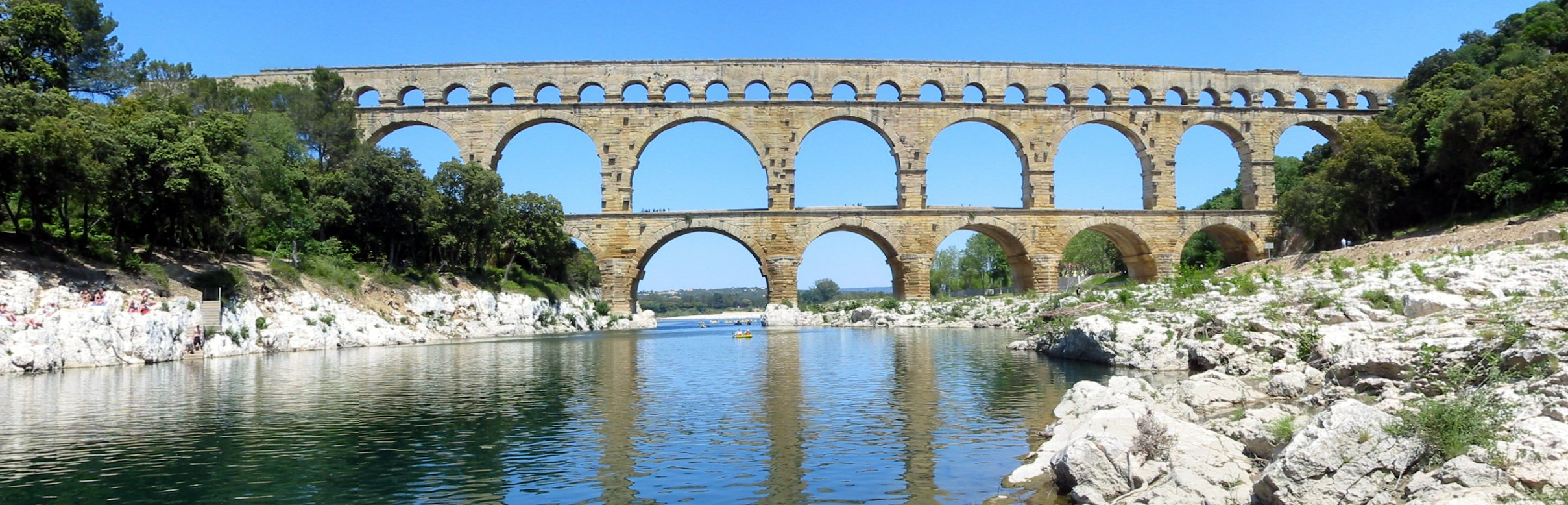
Puente del Gard, Francia.

Cualquier asentamiento humano, por pequeño que sea, necesita disponer de un sistema de aprovisionamiento de agua que satisfaga sus necesidades vitales. La solución empleada desde antiguo consistía en establecer el poblamiento en las proximidades de un río o manantial, desde donde se acarrea el agua a los puntos de consumo. Otra solución consiste en excavar pozos dentro o fuera de la zona habitada o construir cisternas. Pero cuando el poblamiento alcanza la categoría de auténtica ciudad, se hacen necesarios sistemas de conducción que obtengan el agua en los puntos más adecuados del entorno y la lleven al lugar donde se ha establecido la población.
Incluso cuando la población estaba a orillas de un río, la construcción de conducciones era la mejor forma de garantizar el suministro, en vez de extraer el agua del río que, aunque estuviera muy cerca, generalmente tenía un nivel más bajo que el poblado. En otras ocasiones se hacía el acueducto porque el agua era de mejor calidad que la del río. Para cubrir esta necesidad se emprenden obras de gran envergadura que puedan asegurar un suministro de agua.

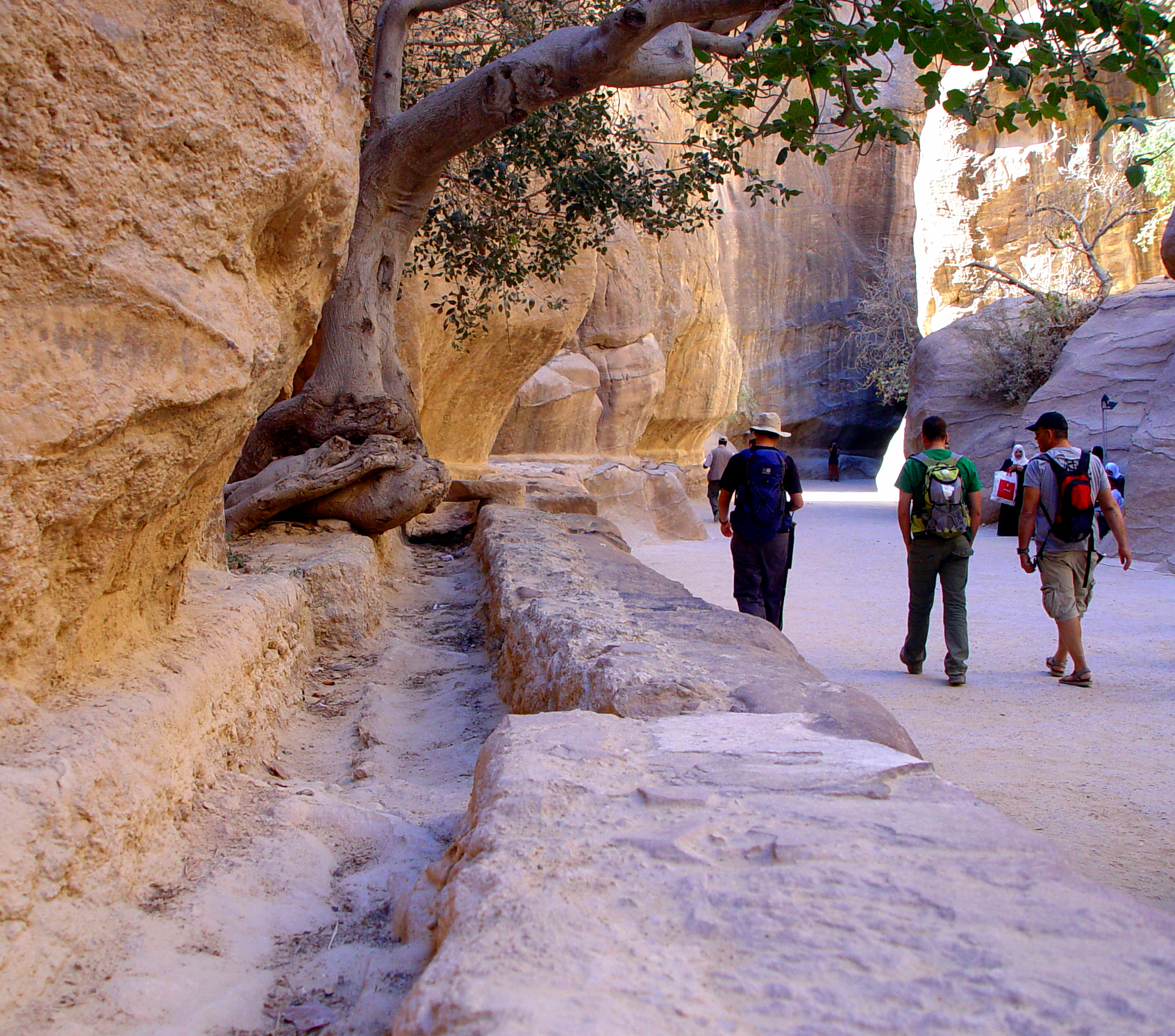
Acueducto nabateo en Petra, Jordania

Aunque existían precedentes en las civilizaciones antiguas del Próximo Oriente y los ingenieros griegos habían construido conducciones eficientes, los ingenieros romanos, gracias fundamentalmente a su uso del hormigón, fueron los que pusieron a punto técnicas que se pudieron generalizar por todas las ciudades del Mediterráneo. Con todo, los factores técnicos no fueron los únicos que contribuyeron a difundir este tipo de obras, hizo falta también la unidad política del Imperio y la existencia de un sistema económico fuerte que creara las condiciones para el desarrollo urbano.
La mayor parte del recorrido se hacía por canales, en general cubiertos, que se construían por las laderas de los montes, siguiendo la línea de pendiente deseada (generalmente pequeña, del orden del 0,004 %), y se situaban cada cierto tiempo cajas de agua o arcas de agua, pequeños depósitos que servían para regular el caudal o decantar los sólidos, normalmente arena, que las aguas pudieran arrastrar.
Cuando se debía salvar un camino, a un nivel un poco más bajo que el del acueducto, se usaban sifones, en los que el agua pasaba bajo el obstáculo y volvía a subir al nivel anterior. A menudo debían salvar desniveles más grandes y en ellos adoptaban la forma de arquería o puente, puesto que hacer conducciones en sifón capaces de resistir altas presiones era más caro. Como los puentes son la parte más visible de la obra, ha quedado la costumbre de llamar «acueducto» a la propia arquería.
En muchas ocasiones, estos acueductos romanos continuaron en uso durante la Edad Media e incluso en tiempos modernos, gracias a arreglos y restauraciones. Y, por supuesto, se continuaron haciendo nuevos.
Las soluciones aplicadas a los acueductos romanos se siguieron usando sin modificaciones sustanciales hasta el siglo XIX. En el siglo XX, los progresos en la producción de cementos, el armado del hormigón con acero, los nuevos materiales y técnicas en la construcción de conductos y la posibilidad de construir potentes estaciones de bombeo revolucionaron las conducciones de agua y simplificaron su adaptación al terreno.

### Acueductos antiguos
Aunque se asociaron particularmente con los romanos, los acueductos se idearon mucho antes en Grecia, Oriente Próximo y el subcontinente indio, donde pueblos como los egipcios y los harappeños construyeron sistemas de riego sofisticados. Los romanos construyeron los acueductos más importantes en tamaño, así como en mayor cantidad, en todos sus territorios. Los acueductos de estilo romano se utilizaron ya en el siglo VII a. C., cuando los asirios construyeron un acueducto de caliza de 80 km de largo, que incluía una sección de 10 m de altura para cruzar un valle de 300 m de ancho, para llevar agua a su ciudad capital, Nínive.

### India

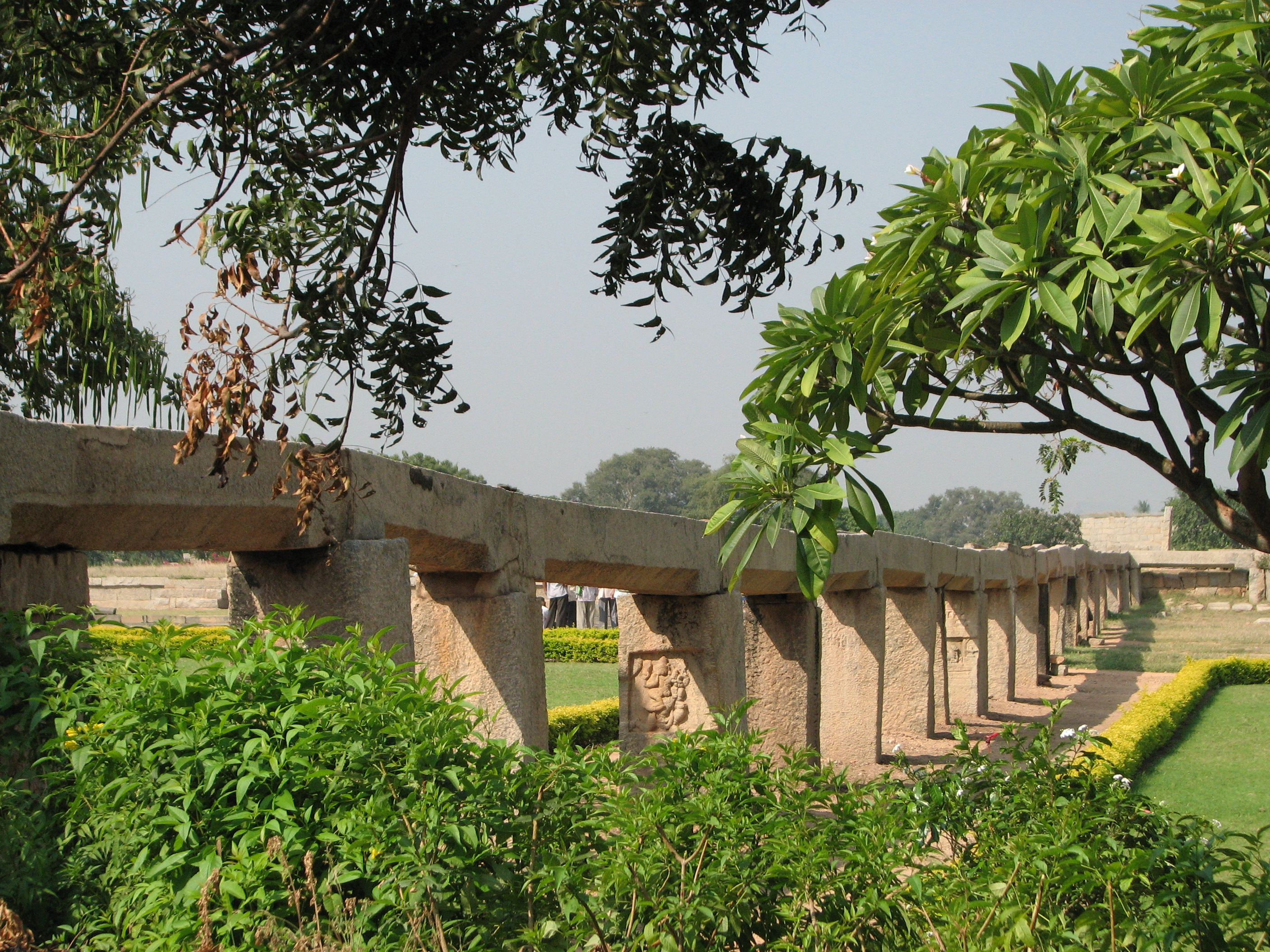
Antiguo acueducto de la India en Hampi

Se cree que el subcontinente indio tiene algunos de los primeros acueductos. La evidencia se puede encontrar en los sitios de la actual Hampi. Los enormes acueductos cerca del río Tungabhadra que suministran agua de riego tuvieron alguna vez 15 km de largo. Los canales suministraban agua a las bañeras reales.

### Petra, Jordania
A lo largo de Petra, Jordania, los ingenieros nabateos aprovecharon cada manantial natural y cada aguacero de invierno para canalizar el agua adonde se necesitaba. Construyeron acueductos y sistemas de tuberías que permitían que el agua fluyera a través de las montañas, a través de desfiladeros y hacia los templos, hogares y jardines de los ciudadanos de Petra. Caminando a través del Siq, se puede ver fácilmente los restos de los canales que dirigían el agua al centro de la ciudad, así como presas reforzadas que mantuvieron a raya las crecidas en períodos de inundación.

### Grecia
En la isla de Samos, el Túnel de Eupalinos fue construido durante el reinado de Polícrates (538-522 a. C). Se considera un acueducto subterráneo y trajo agua dulce a Pitagoreo durante aproximadamente mil años.

### Roma

Los múltiples arcos del Pont du Gard, en Galia romana. Sus niveles inferiores llevan un camino a través del río, y los niveles superiores sostienen un conducto de acueducto que llevaba agua a Nimes

Los acueductos romanos se construyeron en todas partes del Imperio Romano, desde Alemania hasta África, y especialmente en la ciudad de Roma, donde totalizaron más de 415 km de largo. En las grandes ciudades del imperio, los acueductos abastecían de agua dulce a los baños públicos y para beber y establecieron un estándar de ingeniería que no fue superado en más de mil años. Los puentes, construidos en piedra con múltiples arcos, eran una característica distintiva de los acueductos romanos y, por lo tanto, el término "acueducto" se aplica a menudo específicamente a un puente para transportar agua.

### América del Sur

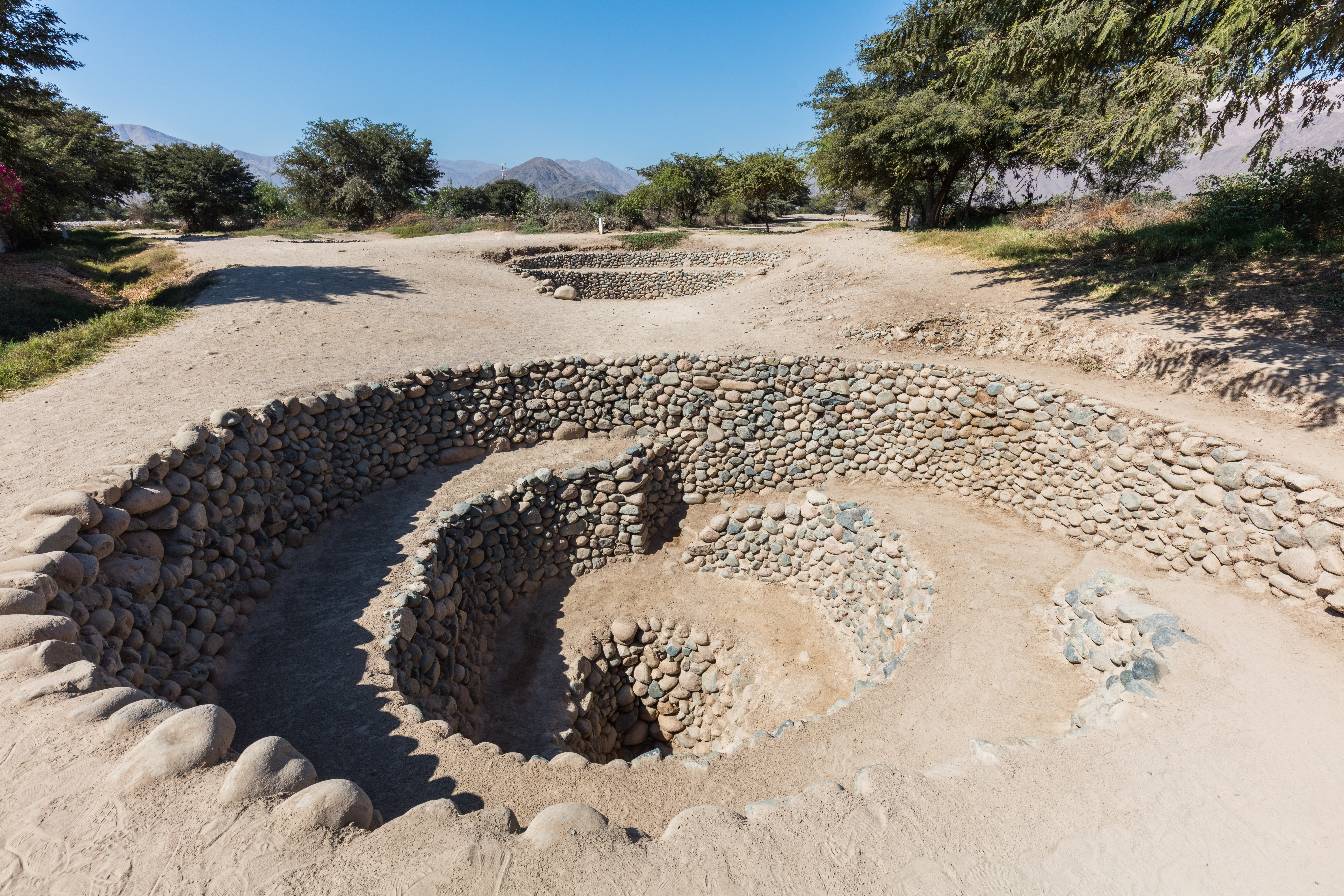
Acueductos subterráneos de Cantalloc en Nazca, Perú

Cerca de la ciudad peruana de Nazca, se construyó un antiguo sistema precolombino de acueductos llamado puquio que todavía se utiliza en la actualidad. Estaban hechos de piedras intrincadamente colocadas, un material de construcción muy utilizado por la cultura Nazca. El período de tiempo en el que se construyeron aún se debate, pero algunas evidencias apoyan alrededor del año 540–552 d. C., en respuesta a los períodos de sequía en la región.

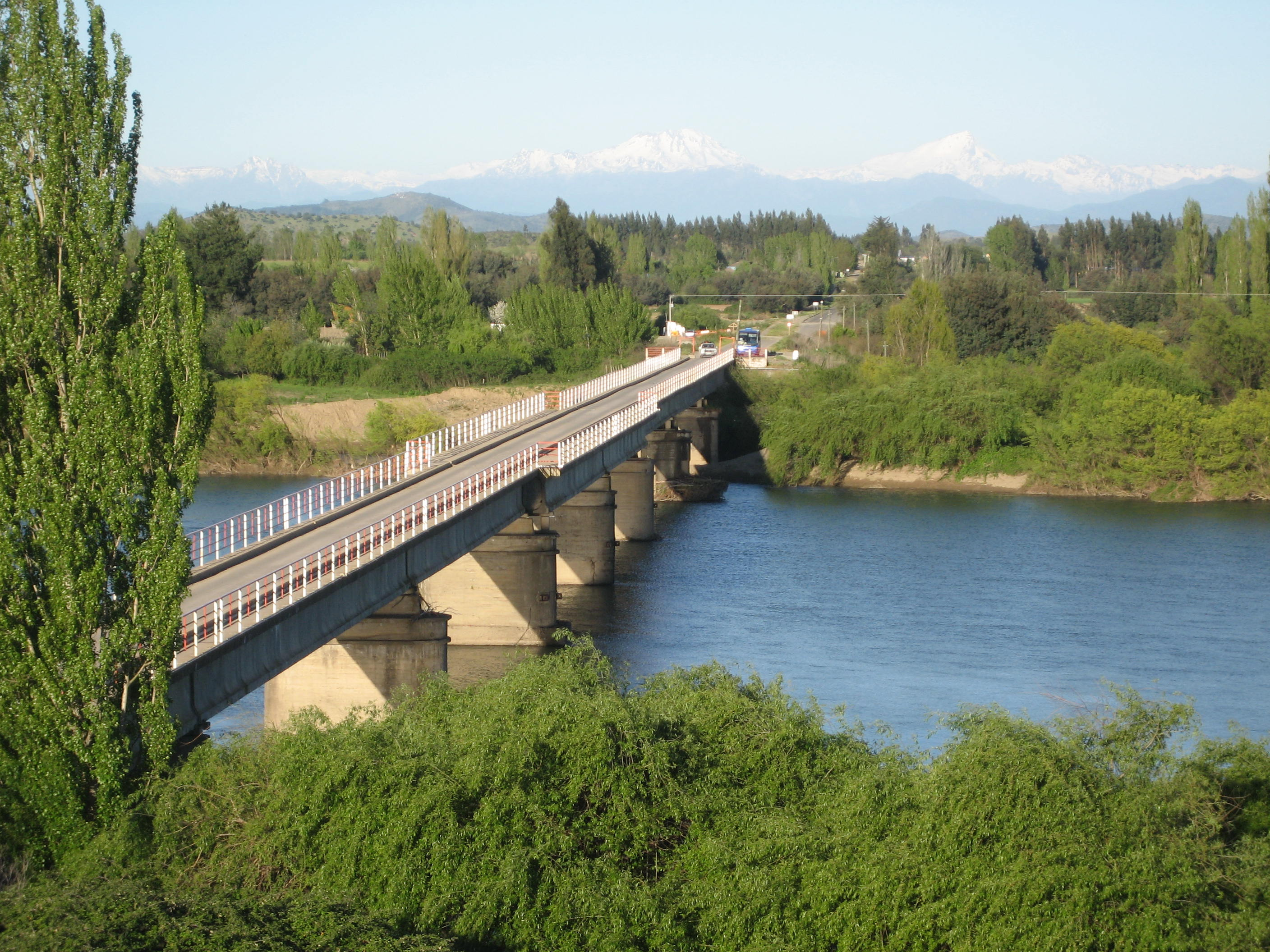
Puente sifón Loncomilla, transporta aguas cruzando el río Loncomilla utilizando un sifón.

### América del Norte
El Monumento Nacional Guayabo de Costa Rica, un parque que cubre el sitio arqueológico más grande del país, contiene un sistema de acueductos. La compleja red de acueductos descubiertos y cubiertos todavía funciona bien. Los acueductos están construidos con piedras de río redondeadas, que en su mayoría son de origen volcánico. La civilización que construyó el sistema de acueductos sigue siendo un misterio para los arqueólogos; se sospecha que los acueductos de Guayabo se asentaron en un punto de antigua confluencia cultural entre aztecas, mayas e incas.
Cuando los europeos llegaban a la capital Azteca Tenochtitlán, a principios del siglo XVI, la ciudad estaba conectada por dos acueductos. Uno de estos, el Acueducto de Chapultepec, construido alrededor de 1420, fue reconstruido por los españoles casi trescientos años después. Originalmente trazando parte de su camino sobre el ahora desaparecido Lago de Texcoco, del cual, actualmente, solo queda un fragmento en la Ciudad de México.

### Sri Lanka
Se ha descubierto el uso extensivo de acueductos elaborados en la antigua Sri Lanka. El mejor ejemplo es el Yoda Ela o Jaya Ganga, un canal de agual de 87 km de largo que lleva el exceso de agua entre dos reservorios artificiales con un gradiente de 10 a 20 cm por kilómetro durante el siglo V d. C. Sin embargo, los antiguos métodos de ingeniería para calcular la elevación exacta entre los dos reservorios y el gradiente exacto del canal con una precisión tan fina se habían perdido con la caída de la civilización en el siglo XIII.

## Diseño

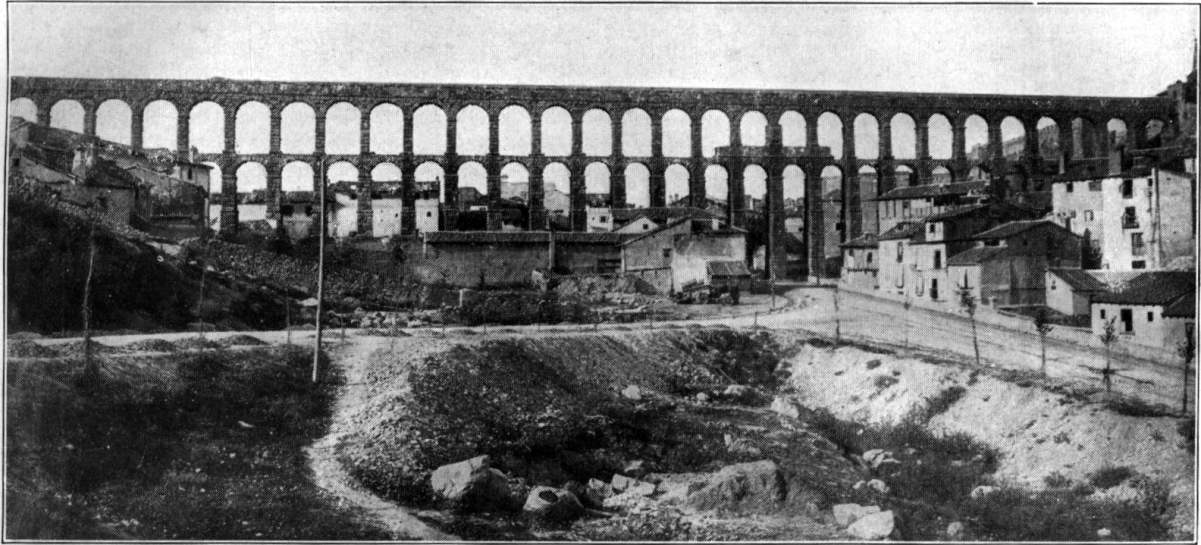
Arquería del acueducto de Segovia, España.

Un acueducto arranca en un sistema de captación de agua. El agua pasa de forma controlada a la conducción desde un depósito de cabecera (caput aquae), también denominado como castellum, desde donde se distribuía por toda la ciudad.
La construcción de un acueducto exige el estudio minucioso del terreno que permitirá escoger el trazado más económico para permitir una pendiente suave y sostenida sin alargar demasiado el recorrido de la obra.
Se usan canales (riui) sin presión (circulando en lámina libre) siempre que es posible y únicamente en ocasiones contadas se recurre a la conducción bajo presión.
En todo caso, siempre que el agua se destina al consumo humano, el canal está cubierto por bóvedas, falsas bóvedas, placas de piedra o tégulas.
El canal se acomoda al terreno por distintos procedimientos. Siempre que es posible, transcurre sobre el suelo apoyado en un muro (substructio) en el que se practican alcantarillas para facilitar el tránsito normal de las aguas de superficie. Si el terreno se eleva, el canal queda soterrado (riuus subterraneus) y forma una galería subterránea (specus) excavada directamente en la roca o construida dentro de una zanja. Cuando se ha de vencer una fuerte depresión, se recurre a la construcción de complicados sistemas de arquerías (arcuationes) que sostienen el canal y lo mantienen al nivel adecuado.
Si se interpone en el trazado de la conducción un monte que no es posible rodear, se recurre a la construcción de un túnel que lo perfora. Solamente se usa este procedimiento si es inevitable. Los túneles plantean grandes problemas técnicos. Normalmente se comienzan por ambos extremos, lo que exige una gran precisión en las labores para que los dos ramales se encuentren en el punto previsto. La estrechez de las zonas de corte exige que en cada tajo trabajen sólo uno o dos hombres, por lo que la obra progresa con gran lentitud.
Las conducciones subterráneas por canal suelen estar comunicadas con la superficie por medio de pozos (putei) dispuestos a intervalos regulares. Por ellos se puede acceder al acueducto para su limpieza y mantenimiento. En el caso de los túneles servían también para extraer escombros e introducir materiales durante la construcción, así como para asegurar el correcto trazado y profundidad de la excavación.
Los canales, salvo que estuvieran directamente excavados en roca impermeable, se revestían con un mortero impermeable compuesto de cal y pequeños fragmentos de cerámica triturada (opus signinum). Los ángulos interiores se protegían con una moldura convexa (media caña) del mismo material.

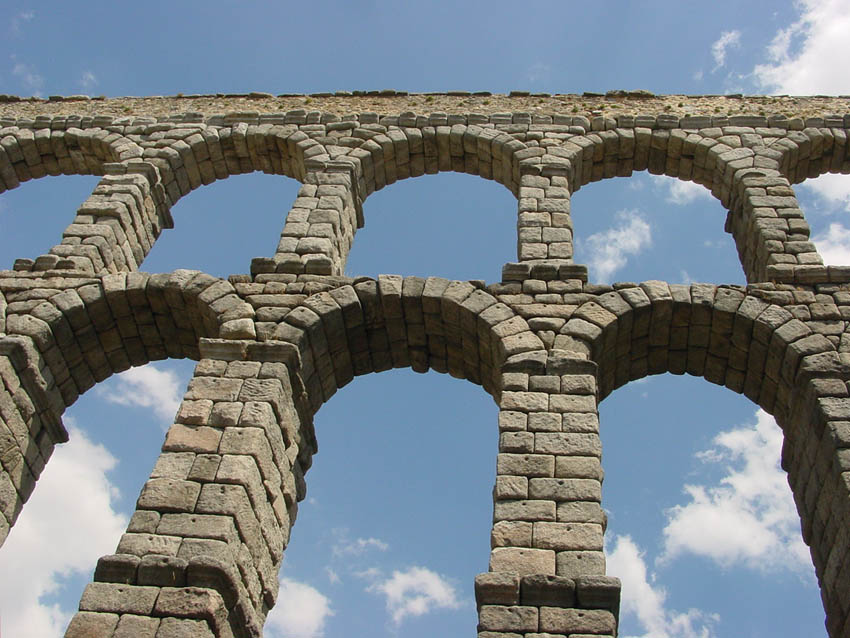
Arquería del Acueducto de Segovia.

Aunque los técnicos romanos usaban también conducciones bajo presión por tubos de plomo (fistulae) o de cerámica (tubuli fictiles), sólo lo hacían rara vez, ya que la deficiente tecnología de la que disponían para la construcción de tubos los hacía costosos y poco seguros. Los de cerámica eran baratos y fáciles de fabricar a pie de obra, pero eran demasiado frágiles. Los de plomo, aparte del coste del material, exigían un transporte muy laborioso, dado su peso.
Existían también rudimentarias tuberías de piedra, formadas por grandes sillares horadados que se ensamblaban entre sí gracias a un machihembrado que se sellaba con mortero de cal. Este procedimiento se usaba para transportar el agua por parajes llanos en los que era imposible mantener una pendiente adecuada para la conducción por canal libre. En ocasiones parecen haberse empleado asimismo tubos y canales de madera.
Se utilizaban sifones para superar depresiones no muy pronunciadas, difíciles de salvar por otros sistemas. El agua conducida por el canal del acueducto se recogía en un depósito de cabecera del que salía bajo presión a través de los tubos del ramal descendente, que buscaba el fondo de la depresión. Tras ella se iniciaba el ramal ascendente que, una vez superada la depresión, vertía las aguas en un depósito de salida, del que el agua volvía a salir por un canal en lámina libre. Los ángulos que formaban los tubos eran lastrados con gruesas piedras para evitar roturas en las juntas a causa de la presión que las aguas ejercían sobre ellas. Cuando el desnivel a salvar era importante, la presión del agua podía reventar la tubería, por lo que era más económico salvar el barranco mediante una arquería.
En algunos casos se aprovechaba la obra de arquería de un acueducto para construir también un puente carretero, como en el caso del Pont du Gard (de ahí que se conozca con el nombre de puente, pont).
En distintos puntos de las conducciones se intercalaban dispositivos cuya finalidad era remansar la corriente del agua para permitir que los arrastres sólidos se decantaran, cajas de agua o arcas de agua. Todos tienen en común estar constituidos por receptáculos intermedios con el fondo a un nivel inferior que el de los canales de entrada y salida del agua. Los arrastres se precipitan y caen al fondo, de donde se podían extraer periódicamente. El tipo más simple es un simple pocillo practicado en el fondo del canal. Los ejemplares de mayor envergadura son pequeños depósitos de obra (piscinae limariae) revestidos de opus signinum.

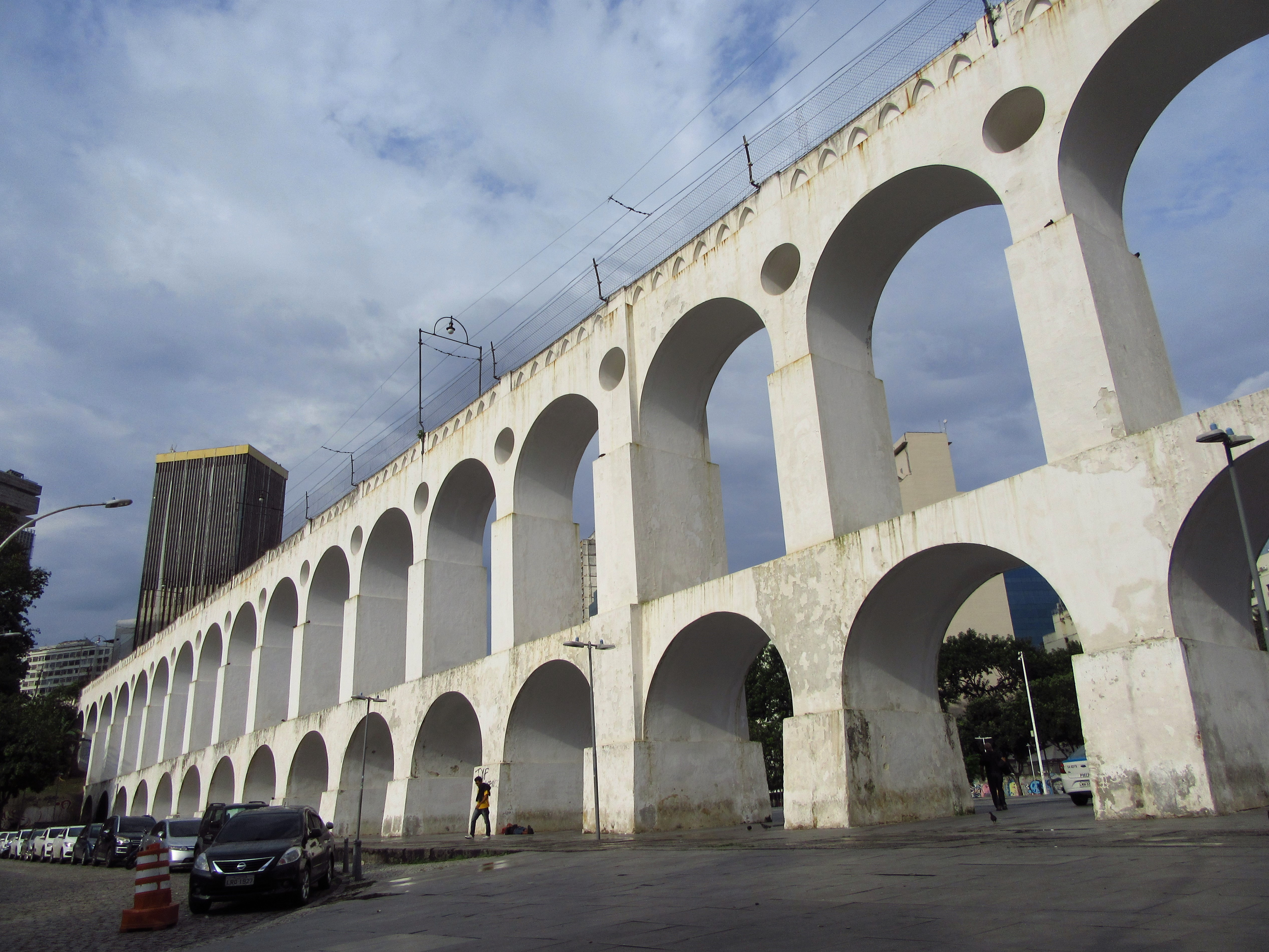
El Acueducto Carioca en Río de Janeiro.

Cuando la conducción llega a las murallas de la ciudad, su caudal se recoge en una cisterna terminal, que sirve para regular el suministro. Desde ella se suministra el agua a los ciudadanos por un sistema de distribución.
Según Frontino los romanos se conformaron durante mucho tiempo con el agua que extraían del Tíber, los pozos y los manantiales. Las cosas fueron así durante los primeros 441 años desde la fundación de la ciudad. Su primer acueducto fue subterráneo, el Aqua Apia, que se extendía unos 16 km, construido por iniciativa del censor Apio Claudio el Censor en el año 312 a. C. Más tarde, construyeron el primero que llevaba agua sobre la superficie, el Aqua Marcia, en Roma, que recorría unos 90 km (144 a. C.). En época de Frontino, que escribe su tratado sobre los acueductos de Roma en el 97 o muy poco después, la conducción es subterránea en la mayor parte de su trazado, pero tiene a su llegada a las proximidades de la ciudad un breve tramo que discurre en superficie sobre muro y arquerías.
La conducción del Anión Viejo, construida en el 273 a. C., aunque transita en superficie durante un trecho no muy largo, carece de arquerías, según la descripción de Frontino. Todas las demás conducciones de Roma poseen tramos importantes de arquerías, que, en general, son tanto más largos cuanto más modernos son. El acueducto que alimentaba Cartago, en el actual Túnez, del siglo II, recorría una distancia de 132 km desde Zaguán, de los cuales 17 km eran en arquería.
Es, pues, un hecho que los más antiguos acueductos de la urbe tienden a preferir la conducción subterránea siempre que es posible. Se sabe también por Frontino que en ocasiones, con el paso del tiempo, se fueron sustituyendo en algunas de las conducciones los rodeos que exigía el trazado subterráneo por trazados más cortos sobre arquerías. La preferencia por los trazados subterráneos en los acueductos más antiguos obedece, más que a limitaciones técnicas, al interés por proteger las conducciones de sabotajes en periodos de guerra o a la vieja experiencia romana en la construcción de drenajes y cloacas.
Pero no es menos cierto que en los dos acueductos mencionados se suman los principales sistemas de conducción usados en todas las épocas: conducción subterránea, en túnel, sobre muro y sobre arquería. Por si esto fuera poco, el trazado del acueducto del Anión Viejo incluye un sifón, lo que completa bastante el repertorio de soluciones técnicas.
Vitruvio, que escribe sus De architectura libri decem probablemente poco antes del 27 a. C., menciona ya todos los sistemas de conducción citados en este artículo, con excepción de las tuberías de piedra, que no aparecen en ningún tratado, y los tubos y canales de madera, que deben de ser de uso muy tardío. De hecho Faventino, que sigue prácticamente a Vitruvio en todo, es el único teórico que los menciona, con lo que se aparta de su fuente. Y téngase en cuenta que muy probablemente escribió su obra a fines del siglo IV.
Por tanto, hay que pensar que todos los recursos técnicos de que dispusieron los romanos para conducir el agua estuvieron al alcance de su mano desde los primeros momentos.
Los acueductos que se construyeron a partir del siglo XIX, distaron mucho de las hermosas obras romanas, muchas de las cuales aún hoy están en funcionamiento, como las que abastecen de agua a las fuentes de Roma.
Los acueductos modernos se construyen generalmente bajo tierra, como extensas redes de conductos de hierro, acero o cemento. El acueducto Delaware, que transporta agua desde los Montes Catskill hasta Nueva York tiene una longitud de 137 km y es el segundo acueducto de transporte continuo, para abastecimiento de poblaciones con mayor longitud (aunque solamente es 5 kilómetros más que el romano que alimentaba Cartago).
El acueducto más largo del mundo lleva como nombre Acueducto Vizcaíno-Pacífico Norte en el municipio de Mulegé, Baja California Sur, México. Dicha obra tiene una longitud de 315 kilómetros y conduce un gasto de 60 litros por segundo de agua.

## Puentes-acueductos en la península ibérica
- Acueducto de Água de Prata en Évora. Del siglo XVI.
- Acueducto de Algeciras o los arcos de El Cobre, a las afueras de Algeciras, provincia de Cádiz. Del siglo XVIII.
- Acueducto de Almuñécar, en la provincia de Granada, de época romana.
- Acueducto de Bejís, provincia de Castellón. Del siglo XVI.
- Acueducto de Plasencia o arcos de San Antón, provincia de Cáceres.
- Acueducto de Los Arcos, en Calanda, provincia de Teruel. Del siglo XVII.
- Acueducto de los Pilares en Oviedo, principado de Asturias. Del siglo XVI.
- Acueducto de las Aguas Libres en Lisboa. Del siglo XVIII.
- Acueducto de los Milagros en Mérida, provincia de Badajoz. De época romana.
- Acueducto de Morella, provincia de Castellón. Del siglo XIV.
- Acueducto de Peña Cortada a las afueras de Chelva, provincia de Valencia. De época romana.
- Acueducto de San Lázaro en Mérida. Del siglo XVI construido con elementos de un adyacente acueducto romano del cual aún queda tres arquerías cercanas al circo romano.
- Acueducto de San Telmo a las afueras de Málaga. Del siglo XVIII.
- Acueducto de Segovia. De época romana.
- Acueducto del Águila a las afueras de Nerja, provincia de Málaga. Del siglo XIX.
- Acueducto Los Arcos de Alpuente, provincia de Valencia. Del siglo XVI.
- Acueducto Los Arcos (Teruel). Del siglo XVI.
- Caños de Carmona en Sevilla. Origen romano, reformado por almohades y en el siglo XIV.
- Puente del Diablo o acueducto de Les Ferreres, a las afueras de Tarragona. De época romana.
- Acueducto de Valencia de Alcántara provincia de Cáceres.

En el sur de Francia destacan:
- Acueducto de Arlés a las afueras de Fontvielle, próximo a Arlés. De época romana.
- Acueducto de San Clemente en la ciudad de Montpellier. Del siglo XVII.
- Puente del Gard a las afueras de Nimes. De época romana.

## Acueductos en el mundo

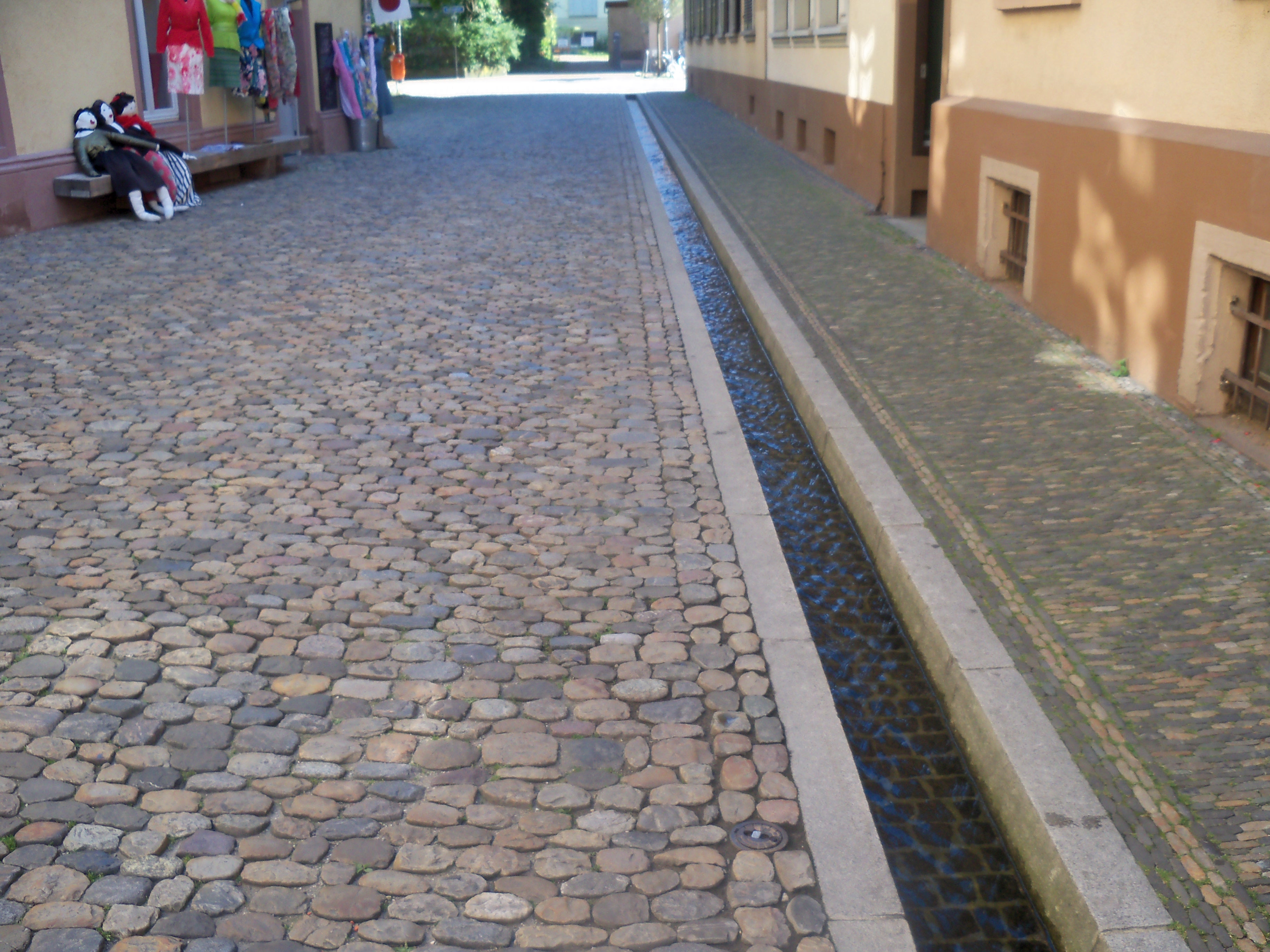
Los riachuelos artificiales, conocidos localmente como Freiburg Bächle, atraviesan el casco antiguo de la ciudad alemana de Friburgo de Brisgovia.

### Roma
Acueductos de Roma

### Chile
Puente Sifón Loncomilla

### Colombia
Acueducto de Bogotá

### México

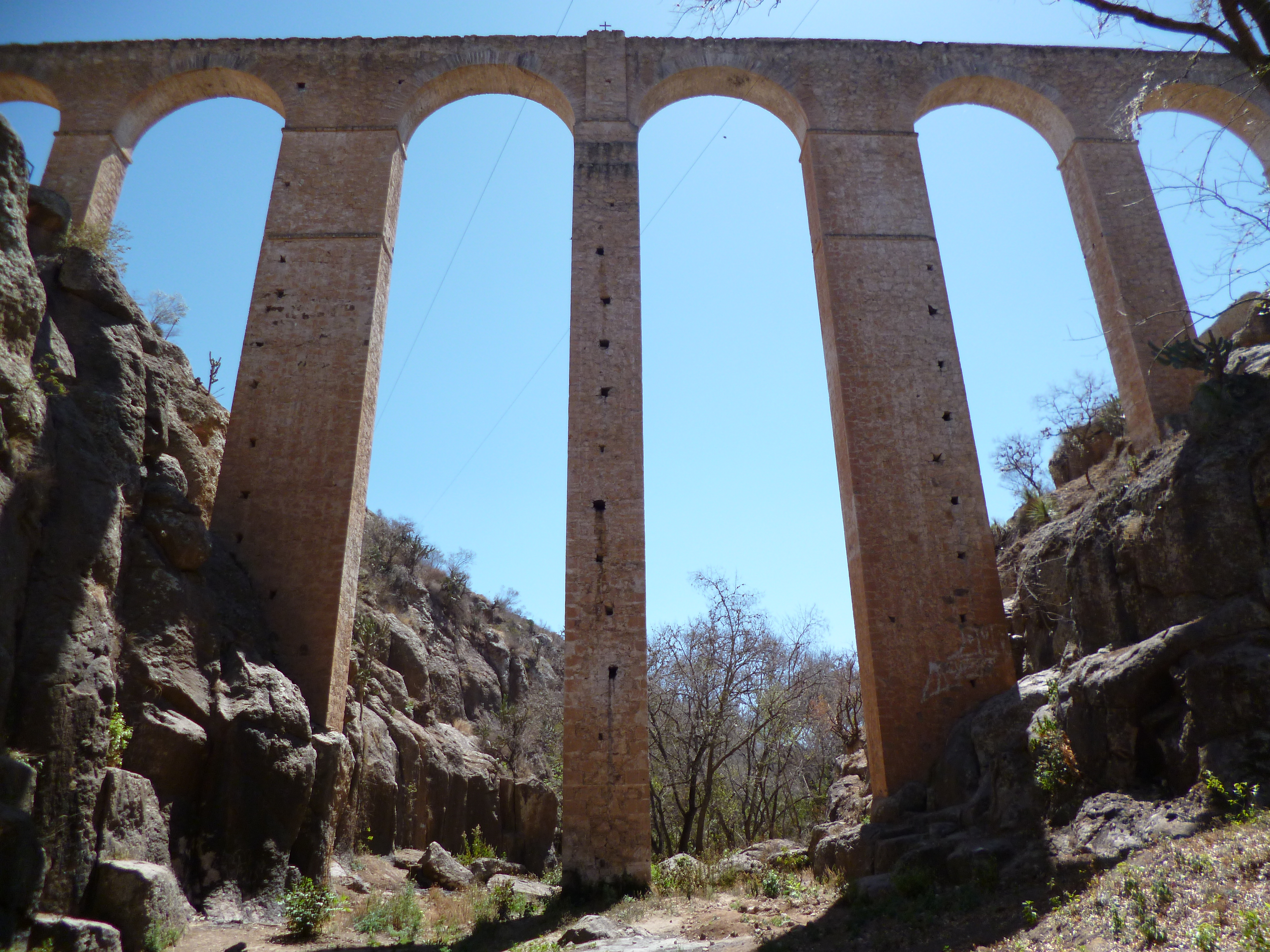
Acueducto El Saucillo 2

- Acueducto de Santiago de Querétaro: construido entre 1726 y 1738, tiene una altura promedio de 23 m y una longitud de 1300 m, formado por 74 arcos.
- Acueducto El Saucillo: construidos entre 1732 y 1736, con una altura en sus arcos centrales de 44 metros.
- Acueducto del padre Tembleque, de 45 kilómetros de largo.
- Acueducto de Chapultepec: el más antiguo de México.
- Acueducto de Tepotzotlán: también conocido como "Arcos del Sitio", construido por jesuitas en el siglo XVIII, destacan sus 4 niveles de arcos.
- Acueducto de los Remedios.
- Acueducto de Morelia.
- Acueducto de Zacatecas: conocido coloquialmente como "Acueducto del cubo".
- Acueducto de Chihuahua: de 5 kilómetros de longitud.
- Acueducto de Guadalupe: ubicado en el norte de la Ciudad de México, de 7 kilómetros de longitud.
- Acueducto de Acámbaro, Guanajuato.
- Acueducto de San Felipe del Agua de Oaxaca.
- Acueducto de Nochistlán.
- Acueducto Vizcaíno-Pacífico Norte.

## Software de simulación
Actualmente la mayoría de los sistemas de acueductos se simulan a través de modelos computacionales, que varían ampliamente en complejidad, licenciamiento, costo entre otras variables. A continuación se listan algunas de las herramientas disponibles, clasificadas por el tipo de licenciamiento que tienen.

### Software de uso libre
- Epanet: ampliamente utilizado por ingenieros en el mundo, es producido por la EPA de los Estados Unidos.

### Software de uso comercial
- WaterCAD: producido por Haestad Methods (hoy Bentley) tiene un costo elevado para el usuario promedio, pero ofrece un amplio abanico de opciones operativas.
- H2ONet